# Зала, Дьёрдь
Дьёрдь За́ла (венг. György Zala; 19 января 1969, Будапешт) — венгерский гребец-каноист, выступал за сборную Венгрии в конце 1980-х — начале 2000-х годов. Бронзовый призёр летних Олимпийских игр в Барселоне и Атланте, двукратный чемпион мира, чемпион Европы, победитель многих регат национального и международного значения.

## Биография
Дьёрдь Зала родился 19 января 1969 года в Будапеште. Несмотря на заболевание бронхиальной астмой, в детстве проявлял интерес ко многим видам спорта, в том числе к экстремальным. Активно заниматься греблей начал в возрасте одиннадцати лет, проходил подготовку в столичном спортивном клубе «Ференцвароши».
Первого серьёзного успеха на взрослом международном уровне добился в 1989 году, когда попал в основной состав венгерской национальной сборной и побывал на чемпионате мира в болгарском Пловдиве, откуда привёз награду серебряного достоинства, выигранную в зачёте четырёхместных каноэ на дистанции 500 метров. Год спустя выступил на мировом первенстве в польской Познани, где стал серебряным призёром в одиночках на тысяче метрах и бронзовым призёром в двойках на пятистах метрах. Благодаря череде удачных выступлений удостоился права защищать честь страны на летних Олимпийских играх 1992 года в Барселоне — в программе каноэ-одиночек на километре завоевал бронзовую медаль, проиграв в финале только болгарину Николаю Бухалову и представителю Латвии Ивану Клементьеву.
В 1995 году на чемпионате мира в немецком Дуйсбурге Зала получил серебряную медаль в четвёрках на километровой дистанции. Будучи одним из лидеров гребной команды Венгрии, благополучно прошёл квалификацию на Олимпийские игры 1996 года в Атланте — в итоге повторил здесь результат четырёхлетней давности, добавил в послужной список ещё одну бронзовую олимпийскую медаль, выигранную в одиночках на тысяче метрах — на сей раз в финале его обошли чех Мартин Доктор и тот же Клементьев.
На домашнем чемпионате мира 1998 года в Сегеде Зала взял бронзу в двойках на тысяче метрах. Два года спустя в Познани стал чемпионом Европы, выиграв километровые заезды каноэ-четвёрок. Позже отправился представлять страну на Олимпийских играх 2000 года в Сиднее — стартовал в той же километровой одиночной дисциплине, тем не менее, сумел дойти только до стадии полуфиналов, где показал четвёртый результат.
После сиднейской Олимпиады Дьёрдь Зала остался в основном составе венгерской национальной сборной и продолжил принимать участие в крупнейших международных регатах. Так, в 2001 году он удостоился серебряной награды на чемпионате Европы в Милане и затем трижды поднимался на пьедестал почёта на чемпионате мира в Познани, в том числе в двух дисциплинах одержал победу: в четвёрках на дистанциях 200 и 1000 метров. Вскоре по окончании этих соревнований принял решение завершить карьеру профессионального спортсмена, уступив место в сборной молодым венгерским гребцам.